# 名題
名題（なだい）とは、次のいずれかを意味する歌舞伎用語。

## 演目の題名
歌舞伎の演目の正式な題名を、はじめは江戸では名題といい、上方では外題（げだい）といった。しかし後代になると江戸でも「外題」が使われるようになり、「名題」は次第に駆逐されていった。

## 役者の格付

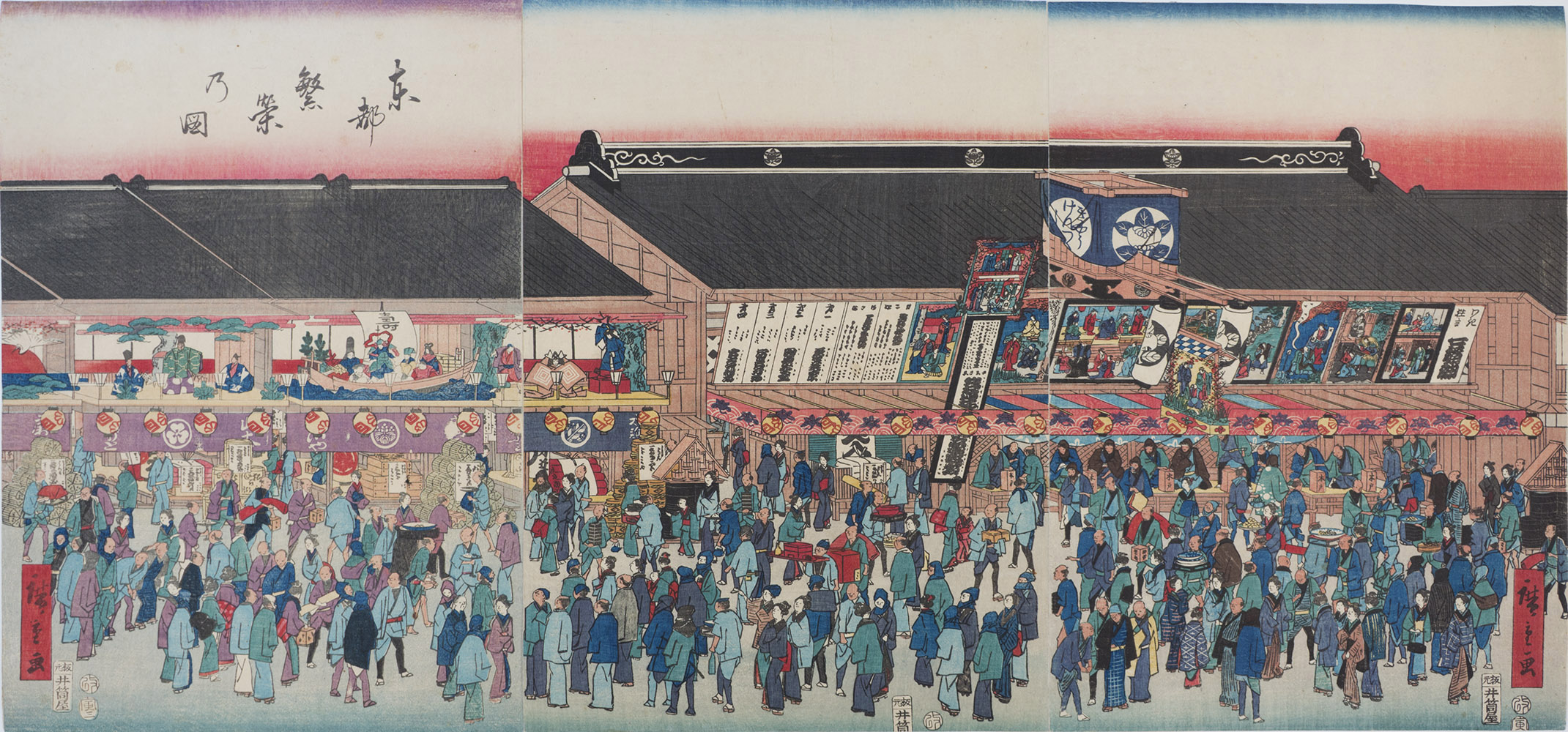
江戸市村座の正面に掲げられた名題看板
嘉永7年 (1854) 3月

かつて芝居小屋入口の上方には、その日の演目を紹介した名題看板（なだい かんばん）が掲げられていた。今でいう公演予告のポスターで、各演目の代表的な場面を描いた眼目（がんもく）の脇には、演目の外題が芝居文字と呼ばれる書体で太々く墨書きされており、そこにはその日出演する主な役者の名跡と定紋も列挙されていた。ここから、名題看板に載るような役者のことを名題役者（なだい やくしゃ）・看板役者（かんばん やくしゃ）などと呼ぶようになり、これが名のある歌舞伎役者として認められたことを示すひとつの目安となった。
江戸後期に書かれた百科事典の『守貞謾稿』の後集・卷之二には：

……また名代看板と云ひて、京坂一枚看板に似たる物あり。
上に眼目とすべき狂言の圖を畫き、下に外題を墨書す。
三都ともにこの看板に出るを役者の名譽規摸とすることなり……

とある。
役者の世界は徒弟制であり、とりわけ江戸期は厳格な階級制度をとった。やがて「名題」は、座頭（ざがしら）に次ぐ役者の階級を指す言葉となった。名題以外の役者における階級は以下のようになる。
- 相中（あいちゅう）
- 中通り（ちゅうどおり）
- 下立役（したたちやく）
  - 人足（台詞がなく、舞台を行ったり来たりするところから）、稲荷町（動物の役を演じるところから、または楽屋に稲荷神が祀ってあったところから）と通称された。

幕末から明治期にかけて、次のように再編された。
- 名題下（なだいした）
- 相中上分（あいちゅうかみぶん）
- 相中
- 新相中（しんあいちゅう）

名題以外の役者は部屋割りで定められた、ひとつの大きな部屋に雑居した。地位の低い俳優を「大部屋俳優」と呼ぶ習慣はこのことに由来している（歌舞伎以外の分野にも残った）。また、江戸の芝居小屋においては、大部屋は三階にあることが多かったことから「三階さん」とも呼ばれた。
大部屋から名題にまでなったのは初代の中村仲蔵などごく少数であった。
現在でも歌舞伎役者は名題と名題下（なだいした）の2種に大別されている。しかしその基準や昇進手続きは、看板に名が載れば良かったかつてとは比較にならないほど複雑で迂遠な手続きを必要とするものになっている。その概略は次の通り：
1. 日本俳優協会が行なう「名題資格審査」の試験に合格する
2. ｢名題適任証」を取得する
3. 先輩・贔屓筋・興行主など関係各方面の賛同を得る
4. 名題昇進披露を行なう。